# Vicentinópolis
Vicentinópolis là một đô thị thuộc bang Goiás, Brasil. Đô thị này có diện tích 737,251 km², dân số năm 2007 là 6591 người, mật độ 8,9 người/km².